# Salvia aristata
Salvia aristata là một loài thực vật có hoa trong họ Hoa môi. Loài này được Aucher ex Benth. miêu tả khoa học đầu tiên năm 1848.